# كامل مصطفى الشيبي
كامل مصطفى الشيبي (27 أيار 1927 - 4 ايلول 2006)، ولد الدكتور كامل مصطفى الشيبي بالكاظمية عام 1927 وأكمل دراسته الجامعية الأولية في جامعة بغداد ونال شهادة الماجستير عام 1958 من قسم الدراسات الفلسفية بجامعة الإسكندرية وحصل على شهادة الدكتوراه في الفلسفة من جامعة كامبريدج في بريطانيا عام 1961 تحت إشراف المستشرق الشهير (آرثر جون آربري) رئيس قسم الدراسات الشرقية في الجامعة المذكورة. 
عمل كامل مصطفى محاضرا بجامعة بغداد منذ مطلع ستينيات القرن الماضي وتدرج في ترقياته العلمية فيها حتى نال لقب الأستاذية ثم منحته لقب أستاذ متمرس وهو من الألقاب النادرة التي تمنحها جامعة بغداد لأساتذتها المتميزين في مجال البحث العلمي.
وعمل الشيبي بجامعة هارفرد في الولايات المتحدة الأمريكية لمدة سنة واحدة بصفة أستاذ زميل. وعمل أيضا أوائل سبعينيات القرن العشرين في الجامعة الليبية (الفاتح حاليا). ونتيجة لظروف العراق الاقتصادية الصعبة خلال فترة الحصار الاقتصادي بعد أزمة الكويت سافر إلى ليبيا لغرض العمل فعمل سنة واحدة بجامعة الفاتح بعدها تحول إلى قسم الفلسفة بجامعة السابع من أبريل في الزاوية، فكان الرجل نشطا حاد الذكاء سهل العريكة مرحا طيب النفس سريع النكتة، وهذه الصفات نادرا ما توجد لدى رجل سبعيني.

## إنتاجه العلمي
```
للشيبي بحوث علمية معمقة عديدة يصعب حصرها ولكثرتها بالإضافة إلى مؤلفاته الكثيرة أذكر منها كتابه (الصلة بين التصوف والتشيع) الذي ترجم إلى الإنكليزية والتركية والفارسية وأثار لغطا كثيرا في الأوساط العلمية بين قادح ومادح كل حسب هواه. 
```

ومن كتبه الحب العذري وصفحات مكثفة من تاريخ التصوف والبهلول الكوفي سيد عقلاء المجانين، ورباعيات الخيام باللهجات العامية العربية، والعجلي العضلي أول مظلي في التاريخ وديوان القومة وديوان الدوبيت الذي نال جوائز عالمية وعربية والفكر الشيعي والنزعات الصوفية وحقق رواية دون كيخوت وديوان الحلاج وكتاب الطواسين، وحقق كذلك ديوان الكان وكان وديوان الشبلي البغدادي، وعلى أثر هذه التحقيقات لقب الشيبي بعاشق المهمشين في التاريخ.
يقول الدكتور طه جزاع الذي كان تلميذا وفيما بعد زميلا للدكتور كامل الشيبي: علاقتي ومعرفتي ومصاحبتي لهذا الرجل، ابتدأت منتصف السبعينيات من القرن الماضي حين كنت طالبا في قسم الفلسفة بكلية الآداب، جامعة بغداد وكان الشيبي يومها في قمة عطائه وحيويته وهو يدرسنا مادة التصوف المقررة لطلبة المرحلة الرابعة على ما أذكر، وحين يدخل الصف لا يخرج منه إلا وقد امتلأت السبورة حتى حواشيها بمصادر التصوف ومراجعه المهمة، عوضا عن دروسه الغنية التي كانت تمتاز بعلم غزير متدفق، ومتعة للذهن والروح يحسها طلابه بلمحاته ومداعباته الطريفة، وروحه المشاكسة لكل ماهو جامد من الآراء والعقائد. بعد تخرجي من الدراسة الجامعية الأولية عام 1977 ذهبت بنا السبل والحياة والحرب الطويلة كل في طريق إلى أن عدت مجددا إلى مقاعد الدراسة نهاية الثمانينيات طالبا في الماجستير ثم الدكتوراه لألتقي الشيبي مرة أخرى لكنه كان في هذه المرة متعبا مرهقا، وان كانت حماسته للعلم والبحث والتحقيق لم تخبُ مطلقا، وفي عام 1992 كان الشيبي يدرسنا التصوف من جديد لكن بفهم أعمق، ودراسة أوسع، مع تركيز ملحوظ على الحسين بن منصور الحلاج الذي خرج صائحا في جامع المنصور ببغداد (اعلموا إن الله تعالى أباح لكم دمي، فاقتلوني تؤجروا وأسترح، ليس في الدنيا للمسلمين شغل أهم من قتلي)!! ثم يخاطب تلميذه إبراهيم الفاتك (يا بني إن بعض الناس يشهدون علي بالكفر وبعضهم يشهدونني بالولاية، والذين يشهدون علي بالكفر أحب إلي وإلى الله من الذين يقرونني بالولاية، فقلت: ياشيخ ولم ذلك؟ فقال إن الذين يشهدون لي بالولاية من حسن ظنهم بي، والذين يشهدون علي بالكفر تعصبا لدينهم، ومن تعصب لدينه أحب إلى الله ممن أحسن الظن بأحد)!
كان الشيبي يعلمنا آداب الصحبة الصوفية ومراحل التربية الصوفية (مقامات التوبة والورع والزهد والفقر والصبر والتوكل والرضا) وأحوال الصوفية من (مراقبة وقرب ومحبة وخوف ورجاء وشوق وأنس وطمأنينة ومشاهدة ويقين) ويعلمنا تفسير الشطحات الصوفية وهي الكلمات التي ظاهرها مستشنع وباطنها صحيح سليم، وهي التي كانت أحد الأسباب الظاهرية لصلب الحلاج القائل:
```
مزجت روحك في روحي كما
تمزج الخمرة بالماء الزلال
فإذا مسك شيء مسني
فإذن أنت أنا في كل حال
```

ونجده يناجي الله جل في علاه وهو آخر ماقاله الحلاج قبيل صلبه (اللهم هؤلاء عبادك قد اجتمعوا لقتلي تعصبا لدينك وتقربا إليك فأغفر لهم فانك لو كشفت لهم ماكشفت لي لما فعلوا ما فعلوا ولو سترت عني ما سترت عنهم لما ابتليت بما ابتليت فلك الحمد في ما تفعل ولك الحمد في ماتريد).
كان الشيبي مشدودا للحلاج وقد جمع وحقق ديوان الحلاج لتصدر طبعته الأولى في بغداد 1974 ثم أعقب ذلك بشرح لديوان الحلاج (دراسة ونصوص محققة وشرح) صدر في بيروت العام نفسه، وفي العام 1984 أصدر الطبعة الثانية من ديوان الحلاج أهداها (إلى روح أبي الذي لم أنعم بظل جناحه عساه يسر بهذا العمل في عالمه البعيد) وكانت هذه الطبعة مميزة بخط الحاج يحيى سلوم العباسي ورسوم الفنان الراحل المتصوف شاكر حسن آل سعيد وتخطيطات الفنان ضياء العزاوي الذي رسم غلاف الديوان فصار الديوان بهذا الجمع من المبدعين الكبار تحفة فنية وأدبية نادرة، وفي هذا الديوان لا غيره وربما لذلك حساباته لدى الشيبي قام بإعلان اسمه وكنيته ونسبه كاملا (صنعه وأصلحه أبو طريف الشيبي كامل بن مصطفى بن محمد حسن ألكاظمي المكي العبدري).
وكان قد صدر له أيضا في العام 1977 كتاب (الحلاج موضوعا للآداب والفنون العربية والشرقية قديما وحديثا..دراسة ونصوص محققة ورسوم).
إن ذلك يقودنا للحديث عن تراث الشيبي الغزير من بحوث ودراسات وكتب وجهود علمية هائلة لا يمكن حصرها هنا مكتفين بالإشارة إلى أبرز كتبه ومنها كتابه الأشهر (الصلة بين التصوف والتشيع) الذي كانت نواته الأولى رسالة جامعية كتبت تحت إشراف الأستاذ الدكتور أبو العلا عفيفي وناقشتها لجنة مؤلفة منه ومن الأستاذ محمود الخضيري والأستاذ علي سامي النشار، فنالت درجة الماجستير في الآداب بدرجة جيد جدا من قسم الدراسات الفلسفية والاجتماعية بكلية الآداب بجامعة الإسكندرية في آب 1958، وأنجزت الطبعة الأولى من هذا الكتاب المهم (في ثلاثة أجزاء) وصدرت في بغداد على التوالي 1963، 1964، 1966 ثم صدرت الطبعة الثانية (في جزئين) طبعا في القاهرة وبغداد، وصدرت الطبعة الثالثة والأخيرة في جزئين) بيروت 1982 ضم الجزء الأول (العناصر الشيعية في التصوف) والثاني (النزعات الصوفية في التشيع) وهذه الطبعة كانت مراجعة ومزيدة وملحق بها كتاب (الفكر الشيعي والنزعات الصوفية حتى مطلع القرن الثاني عشر الهجري) الذي كان قد صدر ببغداد 1966. وقد أهدى الشيبي كتابه هذا إلى شيخه العقلاني وأخيه الروحاني – وفق تعبيره – الأستاذ علي سامي النشار. وترجم الكتاب عام 1975 إلى الفارسية ترجمة ملخصة بقلم الدكتور علي أكبر شهابي الأستاذ في جامعتي طهران ومشهد. ومن عادة وأخلاق الشيبي أن يهدي كتبه المهمة إلى الرجال الذين أثروا في حياته مثلما وجدنا إهدائه لديوان الحلاج إلى والده وكتاب الصلة إلى أستاذه النشار كذلك أهدى كتاب التراث الشعبي (ديوان الكان وكان في الشعر الشعبي العربي القديم) الصادر في بغداد 1987(إلى من علمني أول حرف، وأقرأني أول كلمة، وأملاني أول جملة، ففتح عيني على عالم المعرفة، إلى معلمي الأول: الأستاذ السيد محيي الدين موسى أبو العيس أهدي هذا الكتاب تسجيلا لفضله، واعترافا بجميله، ووفاء له) وأهدى (ديوان فن القوما) في الشعر الشعبي العربي القديم الصادر في بغداد 2000 وهو من سلسلة خزانة الفنون الشعرية (إلى شيخي النبيل الأستاذ عبد المجيد حسن ولي مدرس اللغة العربية في ثانوية الاعظمية سنة 1944 م الذي كشف في، تحت رماد التوجه العلمي، جمرة الأدب، فأججها وأوقد نارها وأصلحها، وقأدنى إلى لذائذ حرفة الأدب! أهدي ثواب هذا العمل، واضرع إلى الحق –تعالى- أن يكلأه في عالم الأرواح كما كلأنا في عالم الأجساد) فهل هناك مثل هذا الوفاء والذكر الذي بر فيه الشيبي أساتذته وأصحاب الفضل عليه؟؟ انه درس في العلم والأخلاق وأدب الصحبة والتلمذة ذلك إن الشيبي لم ير نفسه إلا مريدا في حضرة هؤلاء الشيوخ على طريقة كبار المتصوفة والعارفين.
ومن كتبه الأخرى (الطريقة الصوفية ورواسبها في العراق) بغداد 1967 و (الحب العذري ومقوماته الفكرية والدينية حتى أواخر العصر الأموي)بيروت 1997 و (نشأة التصوف الإسلامي) بيروت 1997، كما حقق وجمع العديد من الدواوين الشعرية منها (ديوان أبي بكر ألشبلي) بغداد 1967 و (ديوان الفلك المحملة بأصداف بحر السلسلة) بغداد 1977. أما عمله الكبير في هذا الميدان فهو (ديوان الدو بيت في الشعر العربي في عشرة قرون) وهو من منشورات الجامعة الليبية 1972 وحصل عليه الشيبي جائزة جمعية أصدقاء الكتاب اللبنانية لعام 1972. أما آخر ما صدر للراحل فهو كتاب طريف في موضوعه وشخصيته عنوانه (البهلول بن عمرو الكوفي.. رائد عقلاء المجانين) الذي صدر عن المكتبة العصرية في شارع المتنبي ببغداد عام 2004.